# Rospuda

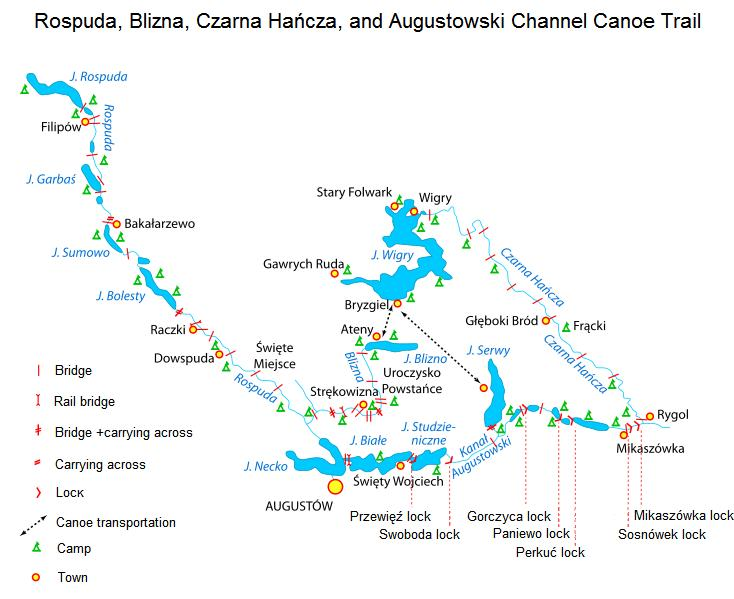
Stroming van de Rospuda

De Rospuda is een kleine rivier in het noordoosten van Polen bij de plaats Augustów. Hij stroomt door het Augustów-oerbos.

## Natura 2000
Een voor de Europese toetreding geplande Poolse snelweg door het beschermd veengebied in de Rospuda-vallei die tot de Natura 2000-lijst behoort, wordt tegengehouden door Europees commissaris voor milieu Stavros Dimas.
- Gemeinsame Normdatei: 4495025-1
- Virtual International Authority File: 243852638